# Bruce Alberts

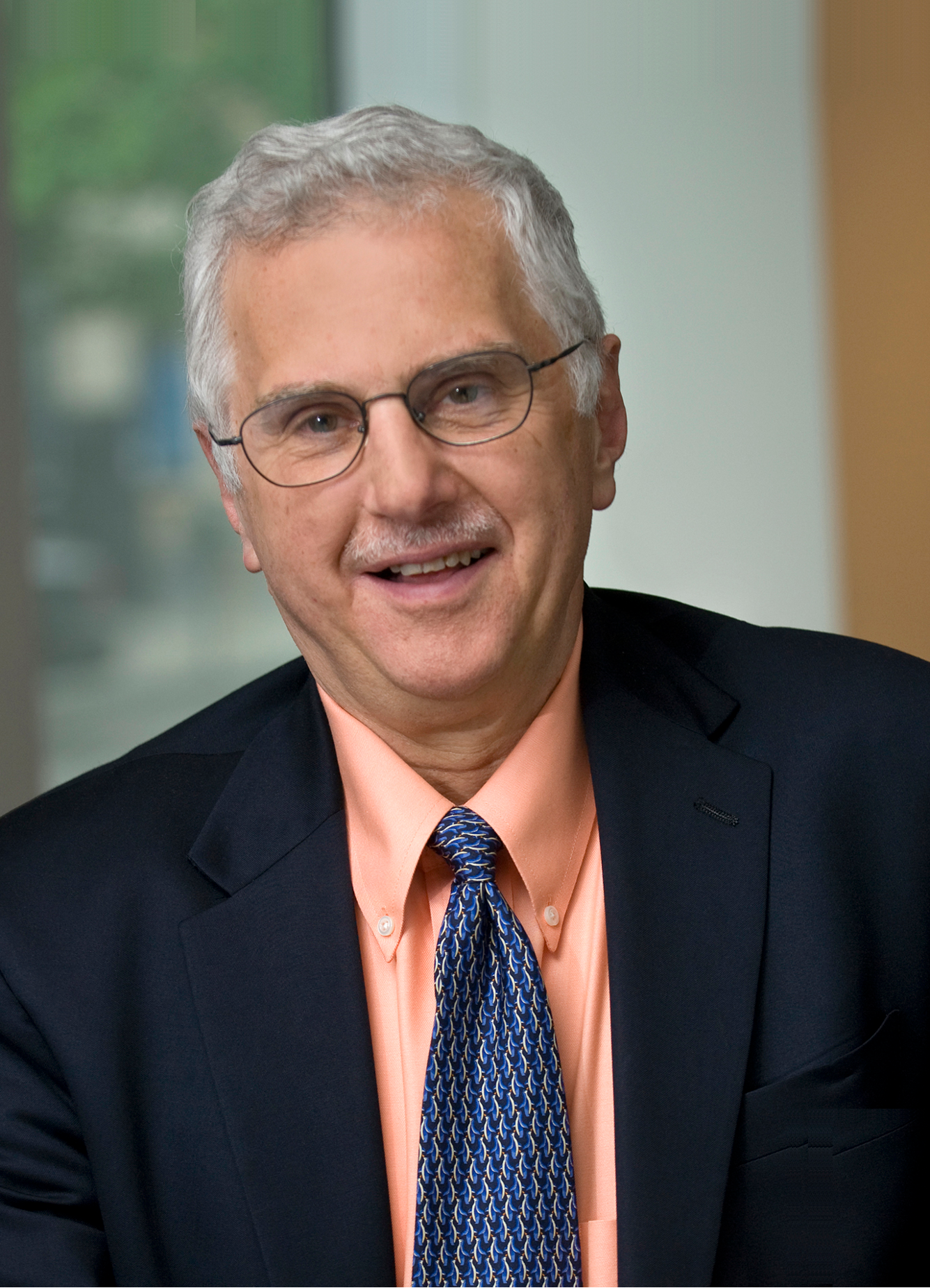
Bruce Alberts

Bruce Michael Alberts (ur. 14 kwietnia 1938 w Chicago) – amerykański biochemik. Był prezydentem National Academy of Sciences od 1993 do 2005 roku. Obecnie jest redaktorem naczelnym czasopisma Science.
Ukończył New Trier High School w Winnetka, a następnie Harvard College w zakresie nauk biochemicznych na Uniwersytecie Harvarda. Tam również doktoryzował się w roku 1965.
W swojej pracy naukowej jest znany przede wszystkim z rozległych badań nad zespołami białek dającymi możliwość powielania chromosomów, kiedy żyjąca komórka się rozdziela. Podręcznik Molecular Biology of the Cell, którego jest współautorem, to podstawowa pozycja w zakresie biologii komórki na wielu uczelniach.